# 西郷近光
西郷 近光（さいごう ちかみつ、明和8年（1771年） - 文政2年（1819年）は江戸時代の会津藩家老。
父は会津藩番頭西郷近寧。子は西郷近思。通称文蔵、式部、頼母。

## 生涯
会津藩番頭西郷近寧の子として生まれる。天明3年（1783年）藩主松平容頌に初めて拝謁する。天明8年（1788年）に物頭となり、寛政10年（1798年）奉行、享和3年（1803年）若年寄と累進し、文化7年（1810年）には加増を受け、知行1000石となり家老職を拝命する。文化9年（1812年）には功績を賞されて300石の加増を受ける。文化10年（1813年）藩主松平容衆の家督相続の御礼言上の際に、江戸城で将軍徳川家斉に拝謁する。文政元年（1818年）会津藩大老職を拝命するも、翌文政2年（1819年）死去。家督は嫡男近思が相続した。